# Erin Heatherton
Pour l’article homonyme, voir Heatherton.
Erin Heatherton (née Erin Heather Bubley le 4 mars 1989) est un mannequin américain. Elle a été une égérie de la marque de lingerie Victoria's Secret entre 2010 et 2013. Elle est connue pour ses taches de rousseur.

## Biographie
Erin Heatherton est élevée au sein d'une famille juive dans sa ville natale, Skokie, Illinois. Sa mère s'occupe d'enfants handicapés, elle a un frère et une sœur. Alors qu'elle étudie au lycée Niles North High School, où elle fait partie de l'équipe de basketball, et travaille chez Abercrombie & Fitch, elle est découverte durant des vacances à South Beach, à Miami. Elle abandonne alors son envie de devenir médecin et signe, en 2006, avec l'agence Marilyn. Sa carrière débute à New York grâce au défilé Diane von Fürstenberg. À ses débuts, elle habite plusieurs mois à Paris.

### Carrière
En 2006, elle apparaît dans une campagne publicitaire pour Michael Kors ainsi que dans les pages du Mixte Magazine et du Flair Italie.
Elle ouvre le défilé L.A.M.B. pour sa collection Printemps 2007 .
En 2007, elle est photographiée par Mario Testino pour la marque Dolce & Gabbana, pose pour Diesel et apparaît dans les pages du Elle anglais.
Durant la saison Printemps/Été 2008, elle défile pour les maisons Lacoste, Michael Kors, Oscar de la Renta et Marc Jacobs.
En 2008, elle figure dans les pages des magazines Interview (aux côtés du mannequin Chanel Iman), Harper's Bazaar UK, Numéro, Mixte Magazine, Muse Magazine, Purple, et fait la couverture du Velvet Magazine.
Elle pose aussi pour la collection hiver des lunettes de Karl Lagerfeld.
Elle est photographiée par Terry Richardson pour le calendrier de l'édition française de Vogue.
Depuis cette année-là, elle participe tous les ans aux défilés Victoria's Secret diffusés sur la chaîne télévisée CBS. De 2010 à 2013, elle est un « ange » de la marque.
En 2009, elle est le visage du parfum Touch of Pink de Lacoste. Elle pose également pour la marque Armani Jeans et pour la campagne publicitaire Rock'n Dreams de Valentino aux côtés du mannequin Siri Tollerød.
Elle apparaît dans les magazines Glamour Italie, Revue des Modes, GQ Style, et dans la version coréenne de Numéro.
En 2010, elle pose en couverture de Russh, et pour des éditoriaux dans Flaunt, Marie Claire Italie et Lula Magazine.
En 2011, elle pose en couverture du GQ britannique accompagnée de Candice Swanepoel, Lily Aldridge et Lindsay Ellingson et du Elle serbe, et apparaît dans deux éditoriaux pour le magazine V, dans un éditorial du Harper's Bazaar espagnol et du Elle russe. Elle prête également son image pour John Galliano Lingerie, Desigual et H&M.
En 2012, elle déclare défendre l'usage de Photoshop dans le monde du mannequinat. Elle défile pour Jason Wu et est photographiée pour la version américaine du magazine Elle.
En 2013, elle quitte l'agence Marilyn Agency et signe un contrat avec IMG Models.
La même année, elle pose en couverture du GQ allemand, du Elle français et russe, et du magazine Sure.
Elle devient l'égérie d'Osiris, marque commercialisant des lunettes, XOXO et Chopard et défile pour Colcci (en) avec Izabel Goulart et Paul Walker.
Elle fait une apparition au cinéma dans le film Copains pour toujours 2 où elle interprète Ginger, une pom-pom girl.
Le site web models.com la classe 15e de son classement des mannequins les plus sexy.
Elle figure dans le classement annuel des mannequins les mieux payés au monde selon le magazine Forbes, avec un revenu estimé à environ 3 millions de dollars entre juin 2013 et juin 2014.
En 2015, elle pose pour Sports Illustrated.
En 2016, elle révèle au magazine Time la pression qu'elle subissait pour être toujours plus mince quand elle travaillait pour Victoria's Secret en déclarant : « Pour mes deux derniers défilés, on m'a demandé de perdre du poids. Cela m'a vraiment déprimée. Je m'entraînais extrêmement dur en ayant toujours l'impression que mon corps me résistait. Je suis arrivée à un point où un soir je suis rentrée de la salle de gym, j'ai regardé mon repas et je me suis dit que je ferais mieux de ne rien avaler,. »
Malgré de nombreuses couvertures de magazines de mode, elle n'a jamais fait la première page de Vogue.

### Vie privée
De décembre 2011 à octobre 2012, elle a eu une relation avec l'acteur Leonardo DiCaprio. 
Erin Heatherton est la marraine de la fille de Lily Aldridge et de Caleb Followill.
En janvier 2023, elle épouse Karol Kocemba.
Le 22 avril 2024, elle donne naissance à une fille prénommée Eila Violet.